# Fáj
Fáj ist eine ungarische Gemeinde im Kreis Encs im Komitat Borsod-Abaúj-Zemplén.

## Geografische Lage
Fáj liegt in Nordungarn, 41 Kilometer nordöstlich des Komitatssitzes Miskolc und 11 Kilometer nordwestlich der Kreisstadt Encs. Nachbargemeinden sind Fulókércs in drei Kilometer, Litka in fünf Kilometer und Novajidrány in acht Kilometer Entfernung.

## Geschichte
Im Jahr 1913 gab es in der damaligen Kleingemeinde 69 Häuser und 413 Einwohner auf einer Fläche von 3360 Katastraljochen. Sie gehörte zu dieser Zeit zum Bezirk Cserehát im Komitat Abaúj-Torna.

## Sehenswürdigkeiten
- Schloss Fáj  (Fáy-kastély)
- Nepomuki-Szent-János-Statue
- Römisch-katholische Kirche Szentháromság

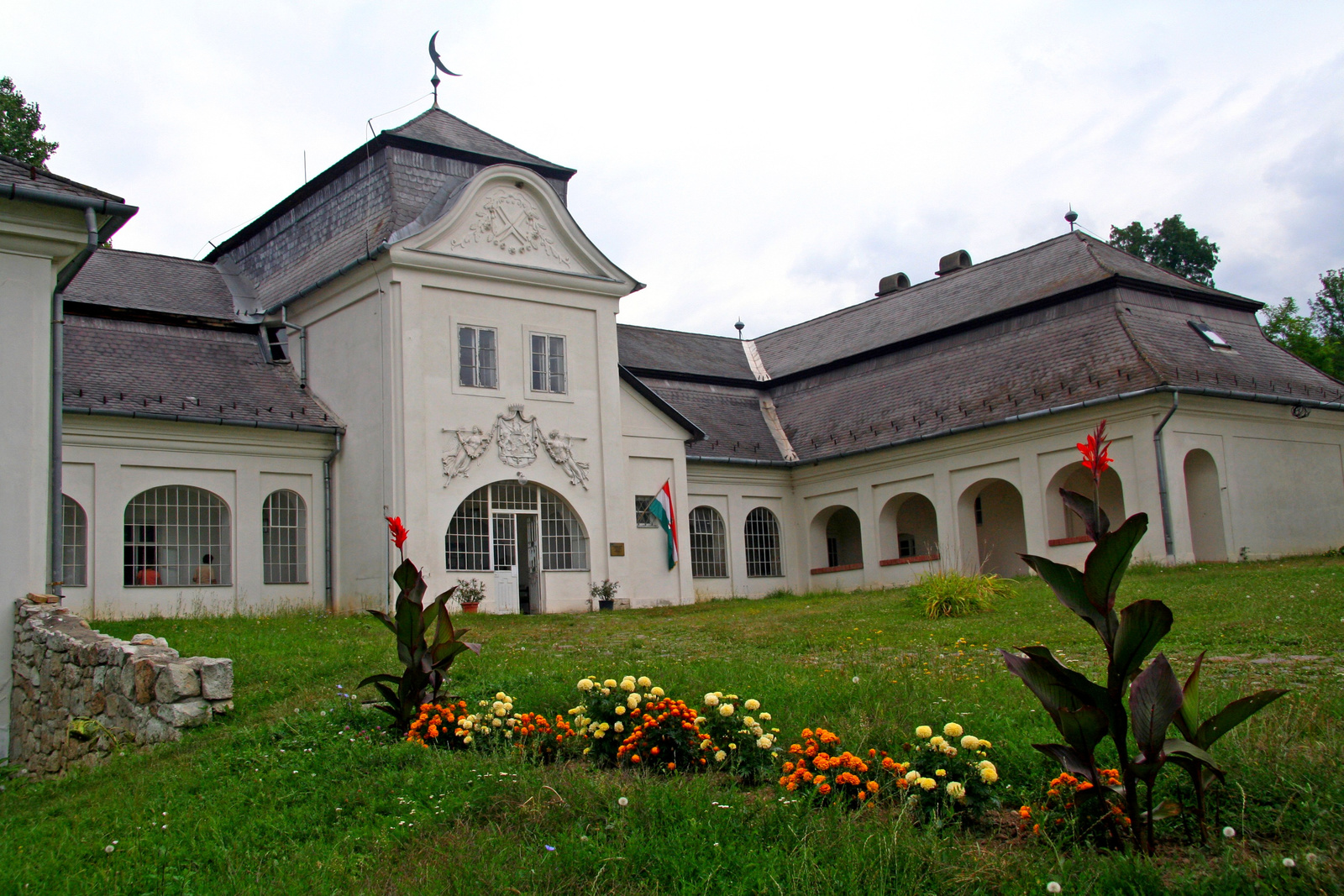
Schloss Fáy
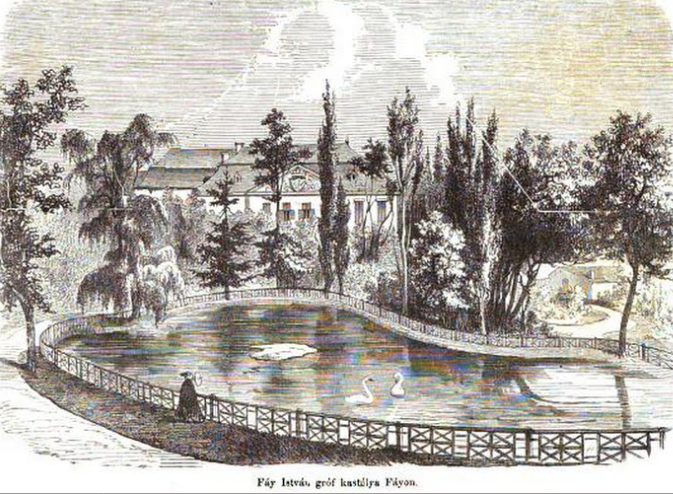
Zeichnung von Schloss und Park (1860)
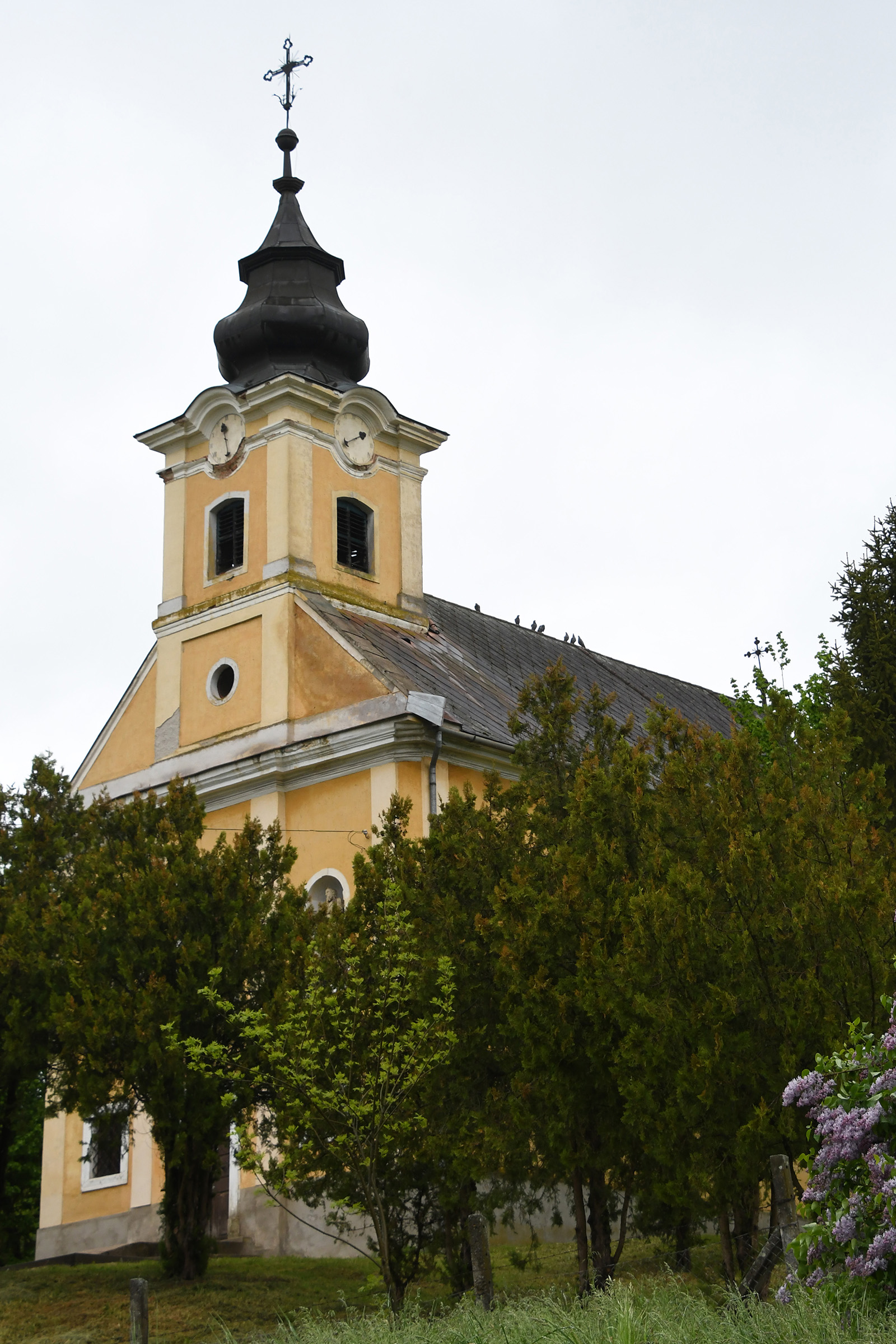
Römisch-katholische Kirche Szentháromság
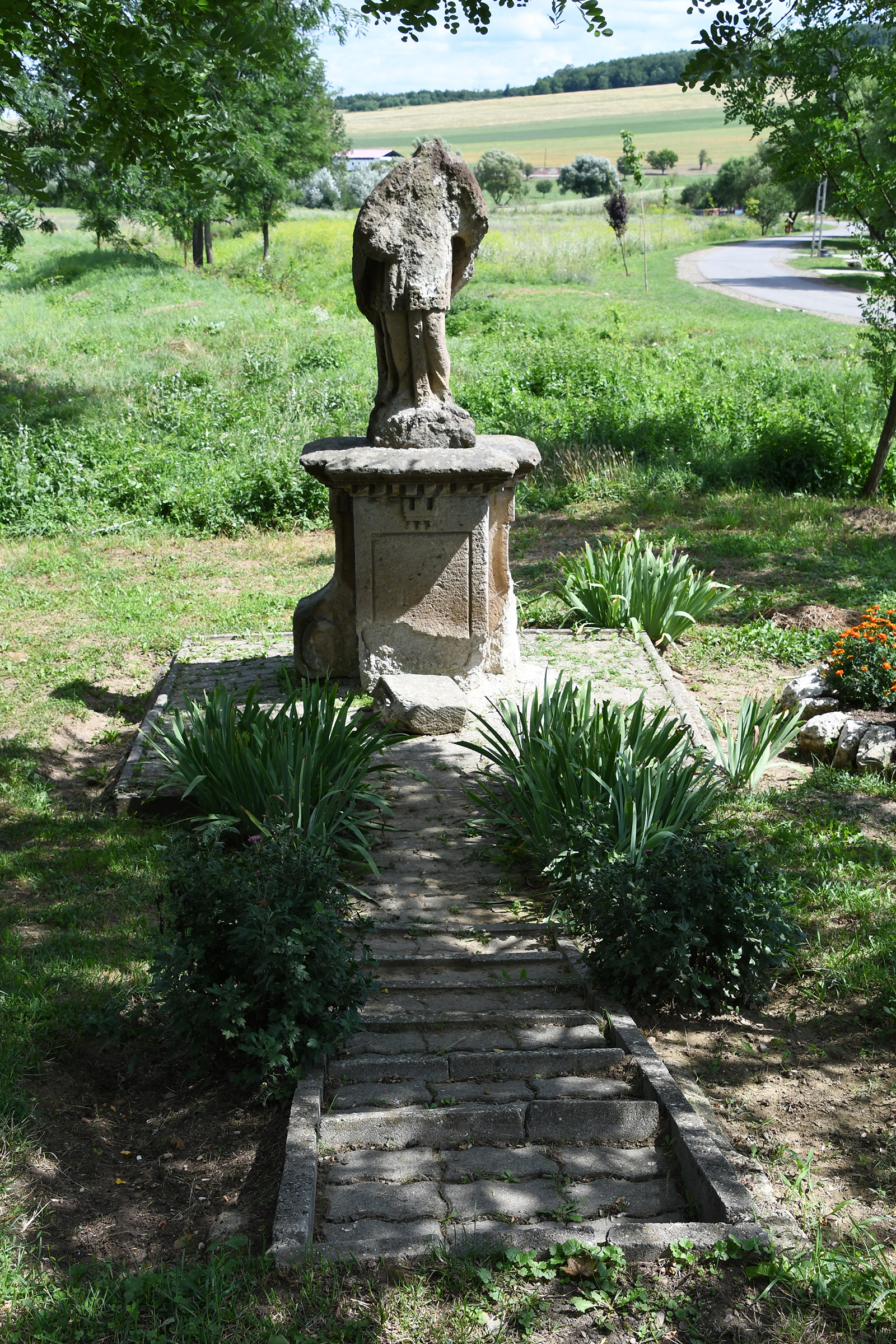
Nepomuki-Szent-János-Statue

## Verkehr
Durch Fáj verläuft die Nebenstraße Nr. 26146. Es bestehen Busverbindungen nach Fulókércs, Litka, Szemere sowie über Méra nach Encs. Der nächstgelegene Bahnhof befindet sich in Méra.